# Psychophora sabinei
Psychophora sabinei là một loài bướm đêm trong họ Geometridae.